# Amsterdam-diamant
De Amsterdam-diamant is een 33,74 karaat (6,748 gram) wegende zwarte diamant die uit Afrika stamt. De steen werd in februari 1973 voor het eerst aan de pers getoond. De ruwe steen woog voor het slijpproces door D. Drukker & Zn. in Amsterdam 55,85 karaat. Nadat er 145 facetten werden geslepen waarvan de bovenste facetten horizontaal zijn verdeeld werd de nu peervormige steen van 33,74 karaat in 2001 voor $352.000 bij Christie's geveild.
Een zwarte diamant krijgt zijn kleur, of liever gebrek aan kleur, doordat het licht niet wordt weerkaatst door de insluitsels van koolstof. De diamant is door deze inclusies bros en bijna niet te slijpen. Ook de belangrijkste eigenschap van diamanten, de dubbel gebroken gereflecteerde lichtweerkaatsing, ontbreekt bij deze op een zwart stukje glas lijkende steen. Het is opmerkelijk dat een diamantslijper de steen heeft kunnen zagen en slijpen.
De steen werd in een hanger met 15 grote briljanten gemonteerd. De steen is kleiner dan de eveneens zwarte Spirit of de Grisogono van 312,24 karaat.